# Goražde (kommun)
Kommunen Goražde (bosniska: Grad Goražde, kyrillisk skrift: Град Горажде) är en kommun i kantonen Bosna-Podrinje i östra Bosnien och Hercegovina. Kommunen hade 20 897 invånare vid folkräkningen år 2013, på en yta av 253,80 km².
Av kommunens befolkning är 94,23 % bosniaker, 3,38 % serber, 0,79 % bosnier, 0,43 % muslimer, 0,14 % romer och 0,11 % kroater (2013).